# Midori Kawana
Midori Kawana, nota anche con lo pseudonimo di Kaori (川菜 翠?, Kawana Midori; Yokohama, 28 febbraio 1976), è una doppiatrice e cantante giapponese.
È famosa principalmente per aver prestato la voce a Nana Komatsu in Nana e Vera nella serie animata di Pokémon. Fa inoltre parte del gruppo musicale rock SpunkyStrider.
Nel 2012 Midori Kawana ha sospeso la carriera di doppiatrice e cantante a seguito della diagnosi di distonia focale e disfonia spasmodica.

## Ruoli interpretati

### Serie animate

#### Doppiaggio
- Brigadoon: Marin & Melan (2000–2001) – voce di Marin
- Pokémon Advanced (2002–2006) – voce di Vera
- Black Cat (2005–2006) – voce di Saki
- Nana (2006–2007) – voce di Nana Komatsu
- Pokémon Diamante e Perla (2006–2011) – voce di Vera
- Senritsu no Mirāju Pokemon (2006) – voce di Vera

#### Sigle
- Myself; Yourself (2007) – sigla di apertura Tears Infection, cantata da KAORI, testo e musica di Chiyomaru Shikura, arrangiamento di Toshimichi Isoe

### Film animati
- Pokémon: Jirachi Wish Maker (Vera)
- Pokémon: Destiny Deoxys (Vera)
- Pokémon: Lucario e il mistero di Mew (Vera)
- Pokémon Ranger e il Tempio del Mare (Vera)

### Videogiochi

#### Doppiaggio
- Your Memories Off: Girl's Style (2009) – voce di Umi Thukioka

#### Sigle
- Ever17: The Out of Infinity (2002) accreditata come Kaori nella sigla di apertura dell'edizione PS2, Dreamcast e PC LeMU ~Harukanaru Lemuria Tairiku~
- Remember11: The Age of Infinity (2004) accreditata come Kaori nella sigla di apertura dell'edizione originale PS2 Little Prophet
- Your Memories Off: Girl's Style (2009) come Kaori nella sigla di chiusura Re-birth
- Your Memories Off: Girl's Style (2009) come Kaori nella insert song Shine~Furisosogu Kaze no You ni~